# Andrej Belousov
Andrej Removitj Belousov (russisk: Андре́й Рэ́мович Белоу́сов; født 17. marts 1959) er en russisk økonom og politiker, der har fungeret som førstevicepremierminister for finanser, økonomi og nationale projekter siden 21. januar 2020. Tidligere var han assistent for Ruslands præsident og ministeren for økonomisk udvikling. Han nævnes ofte som en potentiel efterfølger til præsident Vladimir Putin.
Belousov fungerede kortvarigt som Ruslands premierminister i april og maj 2020, efter Mikhail Misjustin pådrog sig COVID-19.

## Tidligt liv og uddannelse
Belousov blev født i Moskva den 17. marts 1959. Han studerede økonomi ved Moskvas statsuniversitet og dimitterede med udmærkelse i 1981.

## Karriere
Fra 1981 til 1986 var Belousov prøveansat forsker og derefter juniorforsker i simulationslaboratoriet for menneske-maskine-systemer ved Central Economic Mathematical Institute. Fra 1991 til 2006 var han laboratoriechef i Institut for Økonomiske Prognoser i Ruslands Videnskabsakademi. Han var ekstern rådgiver for premierministeren fra 2000 til 2006. Derefter fungerede han som vicepremierminister for økonomisk udvikling og handel i to år fra 2006 til 2008.
Fra 2008 til 2012 var han direktør for finans- og økonomiafdelingen i den russiske premierministers kontor.
Den 21. maj 2012 blev han udnævnt til minister for økonomisk udvikling i regeringen ledet af premierminister Dmitrij Medvedev. Belousov efterfulgte Elvira Nabiullina som minister for økonomisk udvikling.
Den 24. juni 2013 blev han udnævnt til præsidentens assistent i økonomiske anliggender.
Den 21. januar 2020 blev Belousov udnævnt til Ruslands førstevicepremierminister i Mikhail Misjustins regering. Fra 30. april til 19. maj 2020 blev Belousov udnævnt af Vladimir Putin til fungerende premierminister i Rusland, hvor han midlertidigt afløste Mikhail Misjustin, efter at sidstnævnte blev diagnosticeret med coronavirus.